# 戰時學位

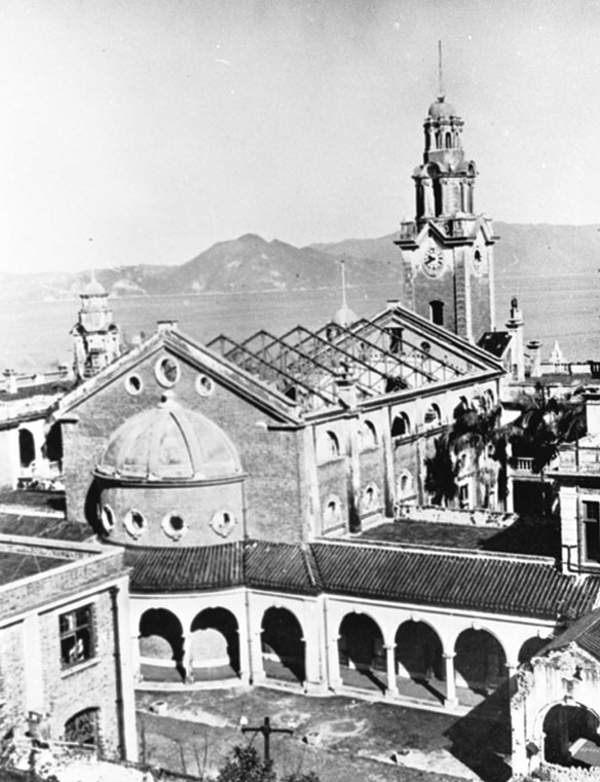
香港大學校園在第二次世界大戰時受到戰火破壞。圖中為本部大樓。

戰時學位（英語：War Time Degree）是一個學士學歷，由香港大學向因日軍佔領香港時中斷學習的香港大學畢業生緊急頒授的學位。
頒授時期主要為1942年1月香港日治時期初期，及1945年8月15日佔領完結後至1949年期間。

## 起源
1941年末，日本侵略東亞的戰爭愈趨激烈。於1941年12月8日約早止8時左右，日本進攻當時仍然是英國殖民地的香港，至12月25日香港政府宣佈投降。

## 佔領時的戰時學位
由於英軍原定在1941年12月8日早上舉行軍事演習，因此香港政府也曾經向公眾預告當日將有英軍演習，所以在8日早上約8時日軍飛機向啟德機場投彈空襲時，於香港大學大禮堂進行學位考試的學生以為空襲的巨響只是盟軍的演習，即使防空警報響起及有炸彈爆炸，亦沒有造成師生恐慌。
約8:30後，香港大學師生們才驚訝發現日軍正式入侵香港，他們立刻中止考試並把大禮堂的試場變成臨時醫院。
於1941年12月31日，香港大學校務委員會於舊校長宿舍舉行校務委員會緊急會議，向其中12月8日早上被戰火中止畢業考試的14名醫科三年級學生（修業期最後一年）頒授「按校務委員會特別命令頒發的學位」，亦稱為「戰時學位」。該14名醫學生，包括於1941年12月19日於慈幼會大屠殺中被日軍殺死的Dr. E. N. Orloff，於死後追授「戰時學位」。於翌日（即1942年1月1日）於盧吉堂後秘密舉行畢業典禮。
於1942年1月1日授予「戰時學位」的畢業生
- Chan Ping Kwok
- Chan Tse Kau (Miss)
- Chin San Su
- Chow Cham Lau
- Lau Po Hei
- Lee Cheng Ong
- Lee Ching Iu
- Ling Sing Hang
- Leong Yean Seng
- Ong Hian Pitt
- Orloff E. N.[註 1]
- Soon Cheng Hoe
- Wong Ching Kuen
- Yoong Meng Pow

於1942年1月授予「戰時學位」的畢業生
- Cheung Ah Chee
- Kwan Kui Lun
- Lim Ban Sing, Luke[註 1]
- To Shui Yuen
- Yeoh Seow Tiang
- Ghows Latifah (Miss)
- Lee Shui Luen
- Raj Hans
- Woo Poh Yee, Phyllis (Miss)
- Yip Tai Hing
- Kung Frank
- Leow Oy Chean
- Wong Cheung Chee
- Wong Sau Haan, Ada (Miss)
- Yue Pui Lam

於1941年1月期間，校務委員會舉行了另一場會議，決定另外授予15名曾在戰事期間擔任軍醫的醫科，以及25名工程和38名文學學生「戰時學位」，這些學生（除了一名例外）都原定於1942年6月參加期末考試。這些學生中有三位是死後追授學位，其中一個是醫科，兩個是工科。提到的醫科例外是軍醫林班勝（Luke Lim Ban Sing），他原定於1942年6月之後參加期末考試。可是，他在戰鬥期間被炮彈炸死，由於他是一名極其出色的醫科畢業班學生，這個案例被特別對待。追授的工程學位授予熊佐治（Yoong Yew Moy），他在擔任通信員期間陣亡，以及擔任炮手陣亡的Z. Kossakowski，兩人皆屬於志願防衛隊。
日軍於香港大學校園拘禁被認為是敵方的外籍大學教職員。直至1月31日，他們全都被日軍轉移到赤柱集中營，唯有香港大學婦產科的王國棟教授（Prof. Gordon King）和病理科的R.C. Robertson教授因為他們仍需負責大學中其他醫療職務，未被轉移。Robertson教授事實上被困於細菌學研究所，直到1942年8月4日，他在那裡去世。王國棟教授則肩負著大學緊急醫院（位於本部大樓大學堂，儀禮堂，梅堂，中文學院）的院長職務，此外還在戰時於贊育醫院和瑪麗醫院擔任婦產科醫生。當這些職務完成後，王國棟教授逃往中國自由區。
日軍佔領香港後，竭盡全力對香港市民的責任降至最低。數以千計的中國人被處決，更多的人被強行運送至其他地區進行苦力勞動，以服務於所謂的「共同繁榮圈」。其他人為了避免未知的命運，設法前往中國自由區，但這對中國人來說已經不是一個容易或安全的選擇，對於外國人，這樣的行動幾乎總是被認為是極不利的。如果一個英國人被抓到，唯一的結果就是被逮捕。
然而，許多香港大學的畢業生和家庭條件允許的在校生仍計劃逃往中國自由區，王國棟教授也不例外。他最終成功到達重慶並向駐重慶英國大使報到，得到了國民政府教育部長陳立夫和英國殖民部的批准，讓他照顧這些難民學生。截至1942年12月31日，這些香港大學的香港大學難民學生共計278名學生，包括140名醫科生、66名工程學生、60名文科生和12名理科生——這大約是戰前香港大學所有本科生（約600）的一半。最終，在中國自由區不同大學中繼續學習的學生總數為357人。王國棟教授不僅安排了他們入讀各中國大學的所有必要事宜，還主要負責提供英國政府的財政援助，並確保戰後認可他們所修課程的學位，而且他亦請求英國政府對於中國自由區修讀醫科學生取得於殖民地區的醫生執業資格。

## 佔領後的戰時學位
1945年8月15日香港重光後，王國棟教授著手重建香港大學以及香港的醫療系統，但缺乏足夠醫生而香港大學需要至少3年才能重建完成。而曾在戰前就讀於香港大學並於戰時畢業於各中國大學的醫科生便是一大來源，但因為他們畢業的學位不是香港大學內外全科醫學士，他們不能於殖民地註冊為醫生及合法行醫。
有見及此，王國棟教授向英國殖民地部要求皇權樞密院頒令（Order-in-council），該樞密院頒令引用香港大學條例特別設立「香港大學醫學學位緊急委員會」，緊急向於戰前已於香港大學就讀多於兩年並於戰爭中修讀於各中國大學的醫科生授予香港大學的內外全科醫學士，並即可於殖民地註冊為醫生。從而於香港大學百業待興之時，即時取得一大批可於香港合法行醫的醫科畢業生。該「緊急委員會」曾舉行兩個會議，首會議於1946年1月舉行，主要為決定及處理頒授學位的事宜。特別是香港大學鋼印，幸得香港大學會計部的職員M. K. Cheng 先生於佔領初期，先於日軍取得香港大學印章並把它走私到重慶的英國大使館，輾轉運到英國倫敦，原本為預備戰時的大學畢業證書，最後寄回香港大學。「緊急委員會」第二個會議於2月29日舉行並決定33名學生，於1946年3月22日的學位頒授會議中，向他們授予香港大學的內外全科醫學士。當日下午三點，學位頒授會議於被炸毀而沒有屋頂的大禮堂進行，出席的者有主席 T.M. Hazelrigg 先生，J.P. Fehily 上校，賴廉士上校，T.R. Rowell及王國棟教授，而接手重光後的香港海軍上將夏慤爵士亦出度該會議並致詞。學位頒授會議中，33名畢業生中只有10名缺席。
期後，該「緊急委員會」4度舉行會議（但沒有學位頒授儀式）授予內外全科醫學士學位數目：
- 1946年4月23日，2位
- 1946年7月29日，8位
- 1947年11月7日，9位
- 1947年12月2日，11位

「緊急委員會」最後會議於1947年12月2日，並因香港大學已經重建，所以向英國申請皇權樞密院頒令關閉該「緊急委員會」。於1949年3月4日喬治六世頒布皇權樞密院頒令關閉該「緊急委員會」。
可是王國棟教授發現到「緊急委員會」並不能包括另外34名香港大學學生，他們於戰前剛修讀香港大學醫科但修讀少於兩年（不合乎樞密院頒令要求）。而重光後，香港大學百業待興，只能提供初階以及非臨床的醫科教學，但該批學生需要臨床的醫科訓練，所以香港大學為他們提供一年及兩年期的臨床的醫科訓練。當中有14位學生(1949年)及20位學生(1950年)以香港大學正常的內外全科醫學士畢業。

## 認受性
戰時學位作為一種特殊情況下頒授的學位，其認受性卻是無庸置疑的。國內外學府均認可香港大學的戰時學位，不少戰時學位持有人後來皆在著名學府如牛津大學等繼續進修。亦有一批醫生是以其戰時學位向當局註冊執業的。

## 部份獲頒戰時學位的香港大學畢業生

### 於1942年1月香港日治時期初期頒發戰時學位
- 黃麗松 - 理學士 - 香港大學首位華人校長
- 余叔韶 - 文學士 - 香港法律界泰斗
- 劉殿爵 - 文學士 - 國際著名漢學家
- 何鴻燊 - 理學士 - 澳門賭業大亨
- 徐家祥 - 文學士 - 前勞工處處長及行政和立法兩局官守議員
- 郭煒民 - 工學士 - 葛量洪師範專科學校（現為教育大學）第五任院長 [7]

### 香港大學醫學學位緊急委員會授予的學位（1946年3月22日 – 1948年12月2日）：

#### 1946年3月22日（33位醫科畢業生）
- Au Wai Man
- Au Kit Man
- Bun Pak Sun
- Chan Sing Boon
- Chan Wai Kai
- Cheung King Ho
- Fung Kam Tat
- Ho Hung Kin
- Hooi Peng Kwan
- Hui Kwan Lun
- Ip Yee
- Kaan Sze Kin
- Lam Shu Kee
- Lam Yu Shing
- Leung Yau Shun
- Li Hin Lun
- Li Fook Kuen
- Ling Tak Hong
- Loke Choong She
- Look Mang Wai
- Oh Kim Seng
- Siu Ka Hee
- Tan Kim Hoang
- Tang Hon Chiu
- Tong Kwok Kee
- Tsai Lam Fong
- Wong Mook Foo
- Wong Siao Bu
- Wu Kay Hau
- Yap Jin Yau
- Yap Meow Foo
- Yeoh Oon Khor
- Yu Shiu On

#### 1946年4月23日（2位醫科畢業生）
- Choa Wing Ip, Gerald
- Wann Elizabeth (Miss)

#### 1946年7月29日（8位醫科畢業生）
- Chan Kam Fai
- Cheung Mung Wah
- Ho Sai Keung
- Ng Tsun Man
- Low Nan Hang
- Teoh Tiaw Bee
- Wong Yiu Lai (Miss)
- Wu King Tak

#### 1947年11月7日（9位醫科畢業生）
- Chin Niat Siong
- Choa George
- Chow Po Wong, Christina (Miss)
- Ho Nyen Chung, Francis
- Khoo Boo Say
- Li Man Kim
- Mok Hing Yiu
- Ong Guan Bee
- Saw Hock Chuan

#### 1948年12月2日（11位醫科畢業生）
- Chan Kwong Fook
- Ho Sai Kong
- Kong Hoi Kit
- Lee Benjamin S.
- Lee Hon Ming
- Liang Shau Hong, James
- Lim Chin Lang
- Ng Kei Ching, Rita (Miss)
- Ong Huay Liang
- Tseung Ying Hung
- Wong Tak On

### 香港大學頒發給戰時學生的正常學位（根據1949年4月29日撤銷的命令）

#### 1949年5月（9位醫科畢業生）
- Chan Sui Lun
- Chow Pak Hang, Philip
- Eu Gaik Choo, Eleanor (Miss)
- Fang Sin Yang, Harry
- Khoo Kee Seang
- Lo Sui Tung
- Ng Boon Sneh
- Wong Cheung Chih
- Yong Yut Lin (Miss)

#### 1949年12月（5位醫科畢業生）
- Au Hung Cho
- Cheng Wai Yue, Rosalind (Miss)
- Lum Pak Huen
- Pun Chung Chik
- Wong Chak Wang

#### 1950年5月（13位醫科畢業生）
- Chai Kim Swee
- Chew Wei
- Chin Thiam Tsiew
- Chow Ki Kit
- Fong Chun Piu
- Fung Hon Yin
- Hiew Siew Ting
- Kwong Kwok Kwai
- Lau Ong Ui
- Ma Pak Shee
- Tan Ewe Aik
- Tso Yin Kai
- Wong Cheuk Sang (Miss)

#### 1950年12月（7位醫科畢業生）
- Chau Kai Hang
- Chua Sin Giap
- Lam Tat Chi
- Lee Chi Nam
- Lim Tit Mooi
- Pan Yim-Chi, Joseph
- Ruiz Ramon

## 備註
1. 1 2  在日軍佔領期間遇害，死後追授學位